# Ophelia Hoff Saytumah
Ophelia Hoff Saytumah est une femme politique et femme d'affaires libérienne. De 2001 à 2009, elle est maire de la capitale du pays, Monrovia.

## Biographie
En 2013, elle quitte ses fonctions au sein de la National Oil Company of Liberia (NOCAL) où elle occupait la vice-présidence de la RSE.